# Lucidní snění

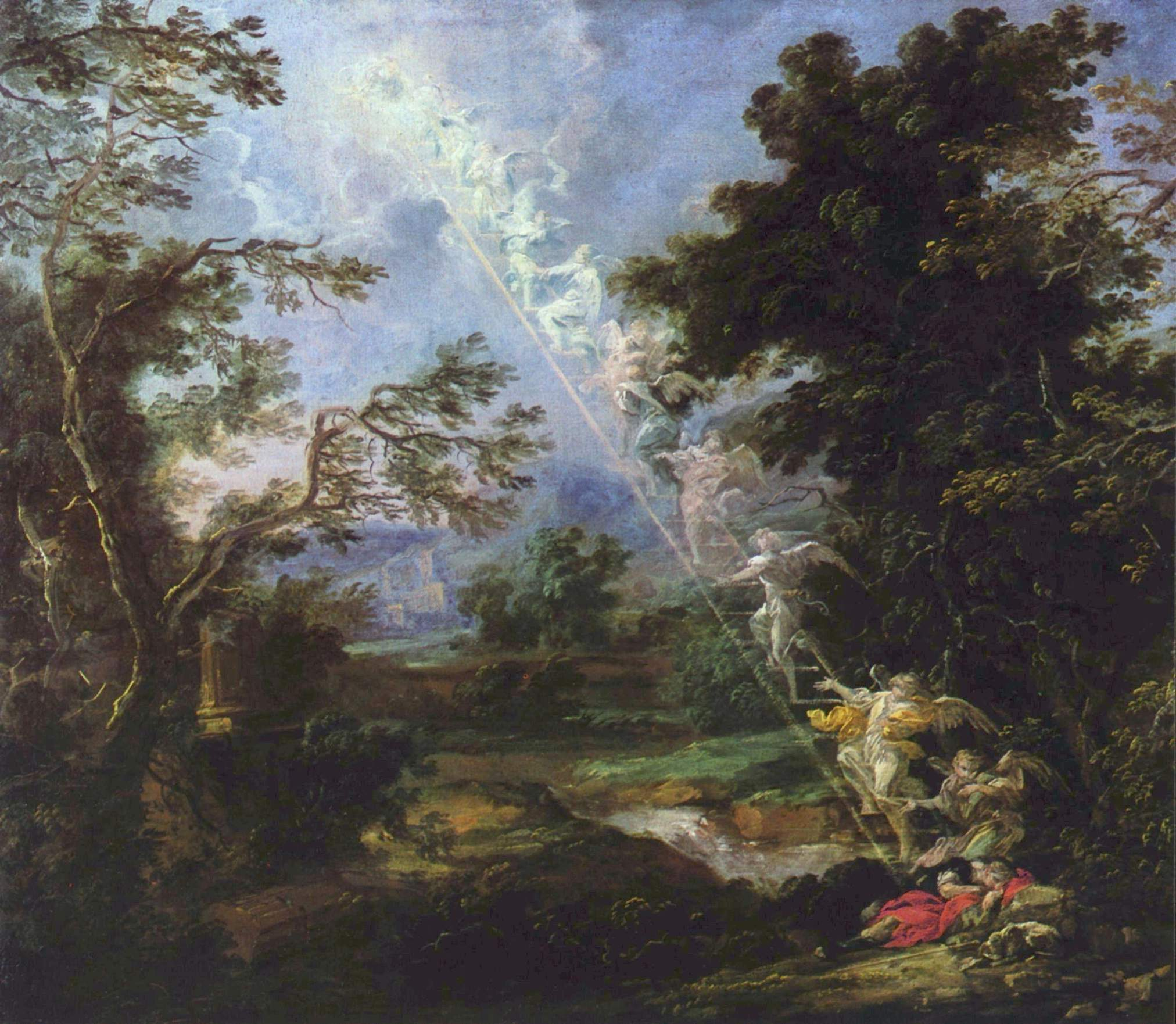
Michael Willmann (1630–1706): Jákobův sen

Lucidní snění (bdělý, vědomý spánek nebo „jasný sen“, užívá se i zkratka LD z anglického Lucid Dreaming) je pojmenování pro mentální děj, v jehož průběhu si spící uvědomí, že se mu právě zdá nějaký sen. K navození lucidity dochází obvykle v průběhu snu, když si snící uvědomí, že probíhající události nejsou ze skutečného světa, toto zjištění může být spontánní, často však bývá spuštěno událostmi, ke kterým v běžném životě obvykle nedochází (např. létání, setkání s již zemřelou osobou).

## Historie
Zmínky o lucidních snech nacházíme už u Aristotela, nejstarší dochovaný záznam pochází z roku 415. V 8. století byla v Tibetu buddhisty provozována forma jógy zaměřená na udržení bdělosti během spánku. Tímto fenoménem se také zabývali súfijští mistři. První hromadnější zájem o problematiku lucidního snění se objevuje až v devatenáctém století. Průkopníkem v této oblasti byl markýz d‘ Hervey de Saint-Denys, který významně zvýšil povědomí o lucidním snění a koncem 20. století Stephen LaBerge vědecky prokázal existenci tohoto jevu a popsal jevy při něm probíhající v mozku, takže došlo k jeho obecnému přijetí ve vědeckých kruzích.

## Vědecký výzkum
Výzkumu technik a účinků vědomého snění se věnují nezávislé agentury, jako třeba LaBergův The Lucidity Institute. Dále například Jungova psychologie považuje vědomé (nebo částečně vědomé) snění jako cestu k sebepochopení. V současnosti nejsou známy případy, kdy by vědomé snění způsobilo duševní nebo tělesnou újmu. Přesto by bylo velmi obtížné určit, zda by nějaká forma vědomého snění mohla bránit užitku běžného snění.
Studie Lucid Dreams od Celie Greenové z roku 1968 zahrnuje předchozí literaturu, ale přináší i vlastní poznatky autorky. Celia Greenová analyzovala hlavní rysy vědomých snů, z nichž vyvodila, že to byly zážitky zcela odlišné od běžných snů. Předvídala, že by měly být spojeny s REM spánkem. Celia Greenová také jako první spojila vědomé sny s fenoménem falešného probuzení.
První vědecká podpora[zdroj⁠?!] vědomého snění přišla v pozdních 70. letech díky úsilí britského parapsychologa Keitha Hearnea a od dobrovolníka Alana Worsleyho, který využíval signály pohybu očí na polysomnografu jako znamení začátku bdělosti. Filozof Norman Malcolm napsal v roce 1959 text Dreaming, ve kterém vyvracel možnost ověření pravosti záznamu snů tímto způsobem, ale tento pokus ukázal, že během vědomého snění je možné vzpomenout si a provést činy dohodnuté během bdělého života. Podobné pokusy zopakoval Stephen LaBerge na Stanfordově univerzitě ve své disertační práci o několik let později. Zajímavé je, že LaBerge v té době nevěděl o pokusech Hearnea a Worsleyho, pravděpodobně kvůli slabé publicitě Hearneovy práce.
Během 80. let se objevilo několik vědeckých důkazů potvrzujících existenci vědomého snění. Snící byli schopni demonstrovat odborníkům, že byli vědomě přítomni během spánku (obvykle použitím signálu pohybu očí). Navíc se podařilo vyvinout techniky na zvýšení pravděpodobnosti zachování tohoto stavu vědomí.
Je zde jedna nevyřešená otázka o neurofyziologické povaze vědomého snění, která je důvodem pro pochybnosti, a to kvůli elektrické aktivitě ve frontálním kortexu, který je obvykle během normálního spánku utlumen. Chování frontálního kortexu nebylo dosud v souvislosti s vědomým sněním důkladně prozkoumáno.
V roce 2019 vyšla v lékařském magazínu Neurosci Biobehav Review souhrnná práce "The cognitive neuroscience of lucid dreaming", která se lucidními sny podrobně zabývá. Výzkumy uvedené v této studii se shodují na tom, že lucidní snění způsobuje vyšší aktivaci autonomního nervového systému (např. tepová a dechová frekvence, kožní potenciál), než je tomu v nelucidním REM spánku. Dále pak existují minimálně dva neurální vzorce lucidního snění. První se pojí s "momentem lucidity", což je vlastně přechodný okamžik, kdy si snící osoba uvědomí své vlastní vědomí a je schopna sebereflexe. Druhý vzorec zachycuje "stavový posun", potenciální setrvalé rozdíly v mozkové aktivitě mezi lucidním a nelucidním sněním v REM spánku.

## Obvyklé techniky
Existují určité postupy, jak tuto schopnost natrénovat, prvním důležitým krokem je naučit se pamatovat si své sny, doporučuje se si je například zapisovat. Lidé, kteří si své sny pamatují, mají lepší předpoklady k tomu naučit se lucidně snít. 
Pro prožití lucidního snění se doporučuje před spánkem jídlo. Je vědecky potvrzeno, že jídlo před spaním zvyšuje aktivitu mozku a tím i napomáhá živějším snům. Při nadměrném spánku nebo jiných poruchách se může objevit spánková paralýza.

### Testování reality
Nejčastěji používanou metodou je tzv. testování reality. Například nápisy ve snech jsou velmi nestabilní (za chvíli je na místě jiný nápis). Pokud tedy člověk během dne čte různé nápisy a kontroluje, zda se po chvíli nezmění, je možné, že to provede i později ve snu a získá tím luciditu. Dále se doporučuje například kontrolovat čas na hodinkách. Ve snu bude čas značně nerealistický, při opětovném pohledu po několika sekundách se stejně jako nápisy mění. Dalším jednoduchým způsobem je pak dýchání přes nos, který si zacpeme prsty, jelikož ve snu i s ucpaným nosem člověk dokáže dýchat běžným způsobem. Testů reality je velké množství, často je ale nejjednodušší se zeptat: „Je tohle možné, reálné?“.
Testování reality štípnutím je podle teorií Stephena LaBerge účinné jen ve velmi málo snech. Prokázal, že sny dokáží mít vliv na veškeré vnímání těla, tudíž pokud se jedinec ve snu štípne, většinou se mu nepodaří navodit lucidní snění, jelikož jeho mozek i ve snu aktivuje vzor pro vnímání bolesti. To samé platí i pro další pocity, jako jsou vzrušení, teplo, chlad, a další vjemy, které může člověk vnímat v reálném světě, když je vzhůru.
Odrazy v zrcadle bývají ve snech často rozmazané, chaotické nebo jinak frustrující.
Pokud si jedinec pokusí vzpomenout, jak se na konkrétní místo dostal nebo co předcházelo tomu, co prožívá teď, většinou si uvědomí, že sní, jelikož sny nemívají logický začátek.

### WILD
Další možností je technika WILD (Wake Initiated Lucid Dream - lucidní sny vyvolané za bdělého stavu). Prvním krokem je hluboké uvolnění a zklidnění mysli. Dále ulehnutí - doporučuje se poloha na zádech, nebo poloha, ve které není daný subjekt zvyklý usínat. Podmínkou je klid a příjemné prostředí (postel nebo měkké křeslo). K udržení vědomí se doporučuje třeba soustředit se na své dýchání. Po nějakém čase by se měly dostavit hypnagogické obrazy. Je nutné mít po celou dobu zavřené oči! Až je subjekt připraven, může "vstoupit" do svého snu.
Výhodou této techniky je jistota, že si subjekt zapamatuje své vědomé sny, třebaže si normální nepamatuje, protože přechází z reality do snu lineárně, bez přerušení vědomí. Druhá výhoda je jistota, že se jedná o sen lucidní, nikoliv velmi živý (very vivid dream).

### MILD
Původní technika Stephena LaBergea označovaná jako MILD (Mnemonic Induction of Lucid Dream - mnemotechnická indukce lucidních snů) se dle autora prokázala jakožto vysoce účinná. Jejím principem je schopnost člověka vybavit si fakt, že si předsevzal provedení nějaké činnosti spojené s konkrétní situací (např. až půjdu kolem pošty, musím zaplatit nájem). V případě navození lucidního snění je aplikace tohoto principu taková, že jedinec, který se ukládá ke spánku nebo se bezprostředně probudil z nelucidního snu, deklaruje verbálně svůj záměr, že až bude příště snít, uvědomí si, že je ve snu. 

### Jiné metody
Pro pomoc s tréninkem lucidního snění vznikl i prototyp nositelné elektroniky - náramek InstaDreamer. Jeho autoři sice z finančních důvodů ukončili podnikání, avšak na svých webových stránkách zveřejnili zdarma veškeré materiály související s vývojem - dopodrobna popsaný hardware, tak i veškeré zdrojové kódy softwaru. Reálné výsledky podobných zařízení se nicméně zatím nepodařilo prokázat nezávislými testy.